# Gwenaële Barussaud-Robert
Gwenaële Barussaud-Robert, née en 1976 à Ève (Oise), est une romancière française.

## Biographie
Gwenaële Barussaud-Robert passe son enfance dans l'Oise, fille d'un père ingénieur et d'une mère professeure de français. De 1992 à 1996, elle est élève à la Maison d'éducation de la Légion d'honneur à Saint Denis. Après une hypokhâgne et une khâgne, elle poursuit des études de lettres modernes à la Sorbonne, où elle obtient son CAPES de lettres en 1999. Elle enseigne ensuite à Versailles, puis au Prytanée national militaire de La Flèche, à Fougères et à Rennes.
En 2013 paraît son premier roman, Héloïse, pensionnaire à la Légion d'Honneur, aux éditions Mame. C'est le premier tome d'une série, Les demoiselles de l'Empire, parue entre 2013 et 2015 .
En 2017, elle publie sous le nom Gwenaële Robert son premier roman de littérature générale, chez Robert Laffont dans la collection Les Passe-Murailles : Tu seras ma beauté. L’œuvre revisite le mythe de Cyrano de Bergerac.
En 2018 paraît chez Robert Laffont un deuxième roman, Le Dernier Bain, fiction retraçant les circonstances qui ont abouti à la mort de Jean-Paul Marat.
En 2020, Never Mind (éditions Robert Laffont) retrace l'itinéraire de Joseph Picot de Limoëlan, auteur de l'attentat de la rue Saint-Nicaise contre le Premier Consul, Napoléon Bonaparte.
En mars 2022, elle publie un roman policier dans la collection Terres Sombres aux Presses de la Cité.
En septembre 2022, le roman Sous les feux d'artifice paraît aux éditions du Cherche-Midi. Il obtient le Prix Ouest en mars 2023.
En août 2024, le roman Un jardin pour royaume paraît aux éditions Presses de la Cité.

## Œuvres

### Romans
Sont parus sous le nom Gwenaële Robert :
- Tu seras ma beauté[5], éditions Robert Laffont, 2017, prix Draveil 2017, Prix National Lions de Littérature 2019
- Le dernier Bain[6], éditions Robert Laffont, 2018, prix Terre de France 2018, prix Brise-lames 2019, prix Bretagne 2019, prix Montesquieu 2019, prix des lycéens de Chaumont 2019, prix Des mots de l'Ouest 2019
- Never Mind [7], éditions Robert Laffont, 2020, prix Albert Bichot 2020, prix Maintenon 2021
- Le Dernier des écrivains[8], éditions Presses de la Cité, collection Terres Sombres, 2022
- Sous les feux d'artifice[9], éditions Cherche Midi, 2022, prix Ouest 2023
- Un jardin pour royaume, éditions Presses de la Cité, 2024

### Romans jeunesse
Sont parus sous le nom Gwenaële Barussaud :
- Série Les demoiselles de l'Empire (cinq tomes[10],[11],[12],[13],[14]), éditions Mame
- Série Les Aventurières du Nouveau Monde (deux tomes[15],[16]), éditions Mame
- Série Les Lumières de Paris (trois tomes[17],[18],[19]), éditions Fleurus
- Série Miss Dashwood, nurse certifiée (trois tomes[20],[21],[22]), éditions Fleurus
- 1791, une princesse en fuite[23], editions Scrinéo
- Série Léo (deux tomes[24],[25]), éditions Rageot
- Série Célestine, petit rat de l'Opéra (dix-neuf tomes[26],[27],[28],[29],[30],[31],[32],[33],[34]), éditions Albin Michel Jeunesse
- Série Le palace de Rose et Suzon[35], éditions Rageot

## Prix
- Prix Draveil 2017[36] (Tu seras ma Beauté)
- Prix National Lions de Littérature 2019[37],[38](Tu seras ma Beauté)
- Talent Cultura de la rentrée littéraire[39] (Le dernier Bain)
- Prix Terre de France 2018[40] (Le dernier Bain)
- Prix Brise-lames 2019[41] (Le dernier Bain)
- Prix Bretagne 2019[42] (Le dernier Bain)
- Prix Montesquieu 2019[43] (Le dernier Bain)
- Prix des lycéens du salon de Chaumont 2019[44] (Le dernier Bain)
- Prix Des mots de l'Ouest [45] (Le dernier bain)
- Prix du roman historique jeunesse de Blois 2019 [46] (Léo, Tome1, mon secret est une chance)
- Prix Albert Bichot 2020 (Never Mind) Salon Livres en Vignes au Clos de Vougeot
- Prix Maintenon 2021 (Never Mind)
- Prix du Marque-Page 2021 (Never Mind)
- Prix Ouest 2023 ( Sous les feux d'artifice) [47]